# Lantsch/Lenz
Lantsch/Lenz (Lenz hasta 1943) es una comuna suiza del cantón de los Grisones, situada en la región de Albula. Limita al norte con la comuna de Arosa, al este con Alvaneu y Brienz/Brinzauls, al sur con Alvaschein, y al occidente con Vaz/Obervaz.